# Bauerova vila
Bauerova vila je kubistická vila, kterou si v obci Libodřice v okrese Kolín ve Středočeském kraji, nechal v letech 1912–1914 vystavět velkostatkář Adolf Bauer. Autorem vily je významný český architekt Josef Gočár, který ve stejné době navrhoval také lázeňský dům v Bohdanči nebo dům U Černé Matky Boží v Praze. Vila je unikátní tím, že je jedinou kubistickou vilou na českém venkově. V letech 2005–2007 byla vila nákladně rekonstruována (cena samotné opravy je přibližně 25 mil. Kč) a nyní je v ní umístěno muzeum a galerie kubistického designu.

## Historie
Vila byla vystavěna v letech 1912–1914. Adolf Bauer ve vile, umístěné v bezprostředním sousedství Libodřického velkostatku, pobýval až do roku 1929, kdy zemřel na cukrovku. Manželka Emílie se později znovu provdala a s dcerami Hanou a Věrou se odstěhovaly do Prahy. Vilu dále spravoval Antonín Illmann. Za protektorátu byla Bauerova vila jako židovský majetek zabavena a Bauerova rodina zahynula během holocaustu. Dům se roku 1941 dostal pod německou hospodářskou správu, usadil se zde říšský občan Augustin Juppe, který ji spravoval až do konce války, kdy byl zatčen. Od roku 1945 vila připadla obci a byla sídlem její správy. Později tu sídlila například knihovna či kadeřnictví.

## Rekonstrukce

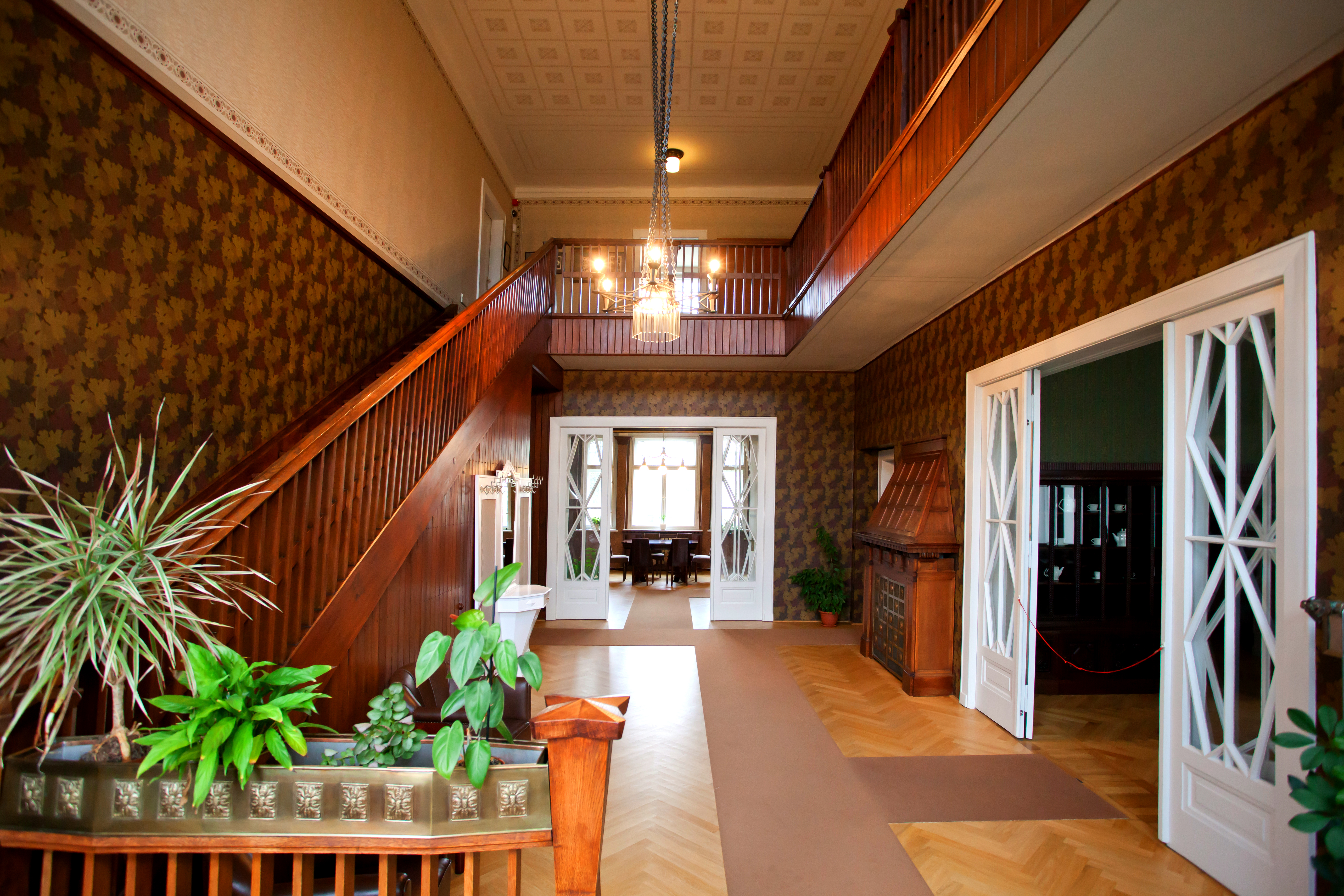
Vstupní hala Bauerovy vily

V roce 1987 byla Bauerova vila prohlášena za kulturní památku, obec však neměla na její rekonstrukci prostředky a proto ji v roce 2002 prodala Nadaci českého kubismu, jež v letech 2005–2007 provedla, podle projektu Ing. arch. Michala Sborwitze, rekonstrukci vily. Oříškem bylo například vytvoření replik keramických obkladů koupelny, kterou se podařilo uvést do původního stavu. Rekonstruovaná vila byla v roce 2008 otevřena veřejnosti jako muzeum Josefa Gočára a galerie kubistického designu. Dochované části interiéru doplňuje kubistický nábytek, porcelán či sochy Otty Gutfreunda. V dalších letech byla vila opět uzavřena. Znovu byla zpřístupněna veřejnosti 1. července 2025, kdy v ní pražské Uměleckoprůmyslové muzeum otevřelo novou expozici kubistického nábytku a doplňků.

## Popis
Čelní straně budovy dominuje trojice polygonálních rizalitů, nápadná jsou také dekorativní hvězdicová orámování oken. Vnitřnímu prostoru dominuje prostorná reprezentativní centrální schodišťová hala ve střední části objektu, která je inspirována anglickou vilovou architekturou. Interiér doplňují kubistické detaily. V budově se dochovaly části původního vnitřního zařízení (krb, schodiště, dřevěná vestavěná skříň, knihovna, koupelna, kotel ústředního topení a prádelna), většina vybavení však byla ztracena, přičemž není známa žádná fotografie vzhledu původních interiérů.